# NGC 6636/1
NGC 6636/1 је спирална галаксија у сазвежђу Змај која се налази на NGC листи објеката дубоког неба.
Деклинација објекта је + 66° 37' 3" а ректасцензија 18h 22m 2,6s. Привидна величина (магнитуда) објекта NGC 6636 износи 13,5 а фотографска магнитуда 14,2. NGC 66361 је још познат и под ознакама UGC 11221, MCG 11-22-46, CGCG 322-41, 7ZW 790, VV 368, VV 679, KAZ 198, KCPG 536A, PGC 61782.